# ダニ・オルモ
ダニ・オルモ（Dani Olmo）こと、ダニエル・オルモ・カルバハル（Daniel Olmo Carvajal，1998年5月7日 - ）は、スペイン・カタルーニャ州バルセロナ県タラサ出身のサッカー選手。FCバルセロナ所属。スペイン代表。ポジションはMF。

## クラブ経歴
カンテラ時代をエスパニョールとバルセロナで過ごし、FCバルセロナB昇格が確実視されていたが、2014年夏にNKディナモ・ザグレブと契約した。Bチームでプロデビューし、2015年2月7日のNKロコモティヴァ・ザグレブ戦で、トップリーグ初出場。以降主力選手に成長し、2016年8月22日にディナモ・ザグレブと2020年までの4年契約を締結。2018年12月17日には、プルヴァHNLの年間最優秀選手に選出された。
2020年1月25日、RBライプツィヒと2024年までの契約を締結した。背番号は25。同年2月1日、ブンデスリーガのボルシアMG戦にてデビューを果たすと、3日後のDFBポカール・フランクフルトとの試合で1-0での勝利につながる決勝ゴールを挙げ、幸先の良いスタートを切った。
2024年8月9日、FCバルセロナと6年契約を結んだ。8月28日、リーグデビュー戦で初得点し、勝利に貢献した。8月31日、レアル・バジャドリード戦で得点し、7-0の快勝に貢献した。しかしラ・リーガの定めるサラリーキャップを超過しているため、2024年12月31日までにパウ・ビクトルと共に選手登録が間に合わず、バルセロナ側が起こした商業裁判所と第一審裁判所への訴えが棄却され、スペインサッカー連盟へライセンス発行を求めたがこれも認められなかった。しかし、1月8日スペインの高等スポーツ評議会（CSD）は、パウ・ビクトル共に選手登録を暫定的に認めることを発表した。

## 代表経歴
2014年にU-17スペイン代表に招集され、2015年にブルガリアで開催されたUEFA U-17欧州選手権に出場するも、準々決勝でドイツにPK戦の末に敗退。その後2016年にU-18代表デビュープレーして以降、ユース代表でプレーしなかった為に、クロアチアに帰化し、クロアチア代表入りを目指すのではないかと噂されたが、2018年にU-21代表でプレー。オルモ自身も「スペイン代表でワールドカップを勝ち取りたい」と語っていたが、2019年11月のUEFA EURO 2020予選の最終節で念願のスペイン代表初招集。7日のマルタ戦で代表戦デビューを果たし、ゴールも決めた。
2021年5月24日、UEFA EURO 2020を戦うスペイン代表に選出され、決勝トーナメント1回戦のクロアチア戦では延長戦から出場を果たすと、モラタとオヤルサバルのゴールをアシストしてチームの準々決勝進出に貢献した。準決勝のイタリア戦でもモラタのゴールをアシストしたがチームはPK戦の末に敗退した。
2022年11月11日、2022 FIFAワールドカップに臨むメンバーの1人に選ばれ、グループリーグ初戦のコスタリカ代表戦では先制ゴールを挙げて勝利した。
2024年、UEFA EURO 2024を戦うメンバーに選出され、ベスト16で対戦したジョージアとの対戦で1得点を決めると、準々決勝で対戦したドイツとの対戦で1ゴールを決めて、準決勝進出に貢献した。準決勝のフランスとの対戦でも決勝点を決めて決勝進出に貢献した。

## プレースタイル
本職は攻撃的ミッドフィールダーであり、トップ下やインサイドハーフを主戦場とするが、中央のみでなく、サイドミッドフィールダーとしても高い能力を有し、更には偽9番（0トップ）として前線に入ることもできるユーティリティープレイヤー。
ブンデスリーガ時代は4-2-2-2の布陣の10番のポジション（攻撃的ミッドフィールダー兼左サイドミッドフィールダー）を務め、ライン間で動き回り、チャンスを創出していた。

## エピソード
2014年、FCバルセロナのカンテラを去ったオルモの下には、イングランドのクラブから複数オファーがあったが、実際に足を運んで見学したNKディナモ・ザグレブの指導法に感銘を受け、イングランドのオファーより25%も低い給与でディナモ・ザグレブと契約した。　　　　　　　　　　　　　　　　　　　　　　　　　　　　　　　　　　

## 個人成績
2025年1月13日現在
| クラブ               | シーズン | リーグ                   | リーグ | リーグ | カップ | カップ | 国際大会 | 国際大会 | その他 | その他 | 通算 | 通算 |
| クラブ               | シーズン | リーグ                   | 出場   | 得点   | 出場   | 得点   | 出場     | 得点     | 出場   | 得点   | 出場 | 得点 |
| -------------------- | -------- | ------------------------ | ------ | ------ | ------ | ------ | -------- | -------- | ------ | ------ | ---- | ---- |
| NKディナモ・ザグレブ | 2014-15  | プルヴァHNL              | 5      | 0      | 0      | 0      | 0        | 0        | 0      | 0      | 5    | 0    |
| NKディナモ・ザグレブ | 2015-16  | プルヴァHNL              | 1      | 0      | 1      | 1      | 0        | 0        | 0      | 0      | 2    | 1    |
| NKディナモ・ザグレブ | 2016-17  | プルヴァHNL              | 14     | 1      | 4      | 3      | 0        | 0        | 0      | 0      | 18   | 4    |
| NKディナモ・ザグレブ | 2017-18  | プルヴァHNL              | 26     | 8      | 5      | 1      | 2        | 0        | 0      | 0      | 32   | 9    |
| NKディナモ・ザグレブ | 2018-19  | プルヴァHNL              | 25     | 8      | 3      | 1      | 16       | 3        | 0      | 0      | 34   | 12   |
| NKディナモ・ザグレブ | 2019-20  | プルヴァHNL              | 9      | 3      | 2      | 0      | 11       | 5        | 0      | 0      | 22   | 8    |
| ライプツィヒ         | 2019-20  | ブンデスリーガ           | 12     | 3      | 1      | 1      | 2        | 1        | 0      | 0      | 15   | 5    |
| ライプツィヒ         | 2020-21  | ブンデスリーガ           | 32     | 5      | 6      | 1      | 8        | 1        | -      | -      | 46   | 7    |
| ライプツィヒ         | 2021-22  | ブンデスリーガ           | 19     | 3      | 4      | 1      | 8        | ０       | 0      | 0      | 31   | ４   |
| ライプツィヒ         | 2022-23  | ブンデスリーガ           | 23     | 2      | 5      | 3      | 3        | 0        | 0      | 0      | 31   | 5    |
| ライプツィヒ         | 2023-24  | ブンデスリーガ           | 21     | 4      | 1      | 3      | 3        | 1        | 0      | 0      | 25   | 8    |
| FCバルセロナ         | 2024-25  | プリメーラ・ディビシオン | 25     | 10     | 4      | 0      | 9        | 2        | 1      | 0      | 39   | 12   |
| 合計                 | 合計     | 合計                     | 212    | 47     | 36     | 15     | 62       | 13       | 0      | 0      | 300  | 71   |

## 代表歴

### 出場大会
- スペイン代表
  - 2022 FIFAワールドカップ

### 試合数
- 国際Aマッチ 32試合 7得点（2019年-）[25]

| スペイン代表 | 国際Aマッチ | 国際Aマッチ |
| 年           | 出場        | 得点        |
| ------------ | ----------- | ----------- |
| 2019         | 1           | 1           |
| 2020         | 7           | 0           |
| 2021         | 10          | 2           |
| 2022         | 11          | 2           |
| 2023         | 3           | 2           |
| 2024         | 9           | 4           |
| 通算         | 41          | 11          |

## タイトル

### クラブ
ディナモ・ザグレブ
- プルヴァHNL: 2014-15, 2015-16, 2017-18, 2018-19, 2019-20
- フルヴァツキ・ノゴメトニ・クプ: 2014-15, 2015-16, 2017-18
- フルヴァツキ・ノゴメトニ・スーペルクプ: 2019

RBライプツィヒ
- DFBポカール: 2021-22, 2022-23
- DFLスーパーカップ: 2023

FCバルセロナ
- プリメーラ・ディビシオン：2024-25
- コパ・デル・レイ：2024-25
- スーペルコパ・デ・エスパーニャ：2024-25

### 代表
U-21スペイン代表
- UEFA U-21欧州選手権: 2019

スペイン代表
- UEFAネーションズリーグ: 2022-23
- UEFA欧州選手権: 2024

### 個人
- UEFA EURO得点王 : 2024